# 3346 Ґерла
3346 Ґерла (3346 Gerla) — астероїд головного поясу, відкритий 27 вересня 1951 року.
Тіссеранів параметр щодо Юпітера — 3,088.